# Scytinostroma hemidichophyticum
Scytinostroma hemidichophyticum är en svampart som beskrevs av Pouzar 1966. Scytinostroma hemidichophyticum ingår i släktet Scytinostroma och familjen Lachnocladiaceae.   Inga underarter finns listade i Catalogue of Life.